# Rimpego

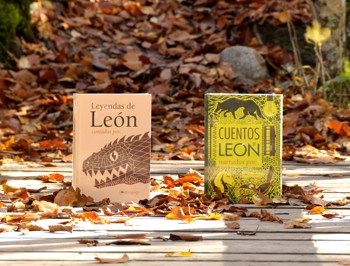
Dos obras de Rimpego

Rimpego es una editorial radicada en León, fundada en 2013 por Joaquín Alegre.
Ocho colecciones albergan su fondo:
- Aprender sonriendo se interesa por manuales de formación,
- Azuleón es el espacio de los libros infantiles y juveniles,
- Ciento por uno la componen singulares breviarios profusamente ilustrados,
- Cuervo y paloma acoge creación de arraigo,
- Espejo roto se preocupa de temas de pensamiento,
- Maior abandera proyectos extensos,
- Monografías concentra su interés en sujetos monumentales, históricos, geográficos y naturales,
- Paso a paso se ocupa de la divulgación histórico-artística y de la guía turística.

Dos de sus obras colectivas (Leyendas de León contadas por... y Cuentos de León narrados por...) agrupan a destacados escritores leoneses: Antonio Gamoneda, Luis Mateo Díez, José María Merino, Antonio Colinas, Julio Llamazares, Raúl Guerra Garrido, Ana Merino, Elena Santiago, Pablo Andrés Escapa, Tomás Sánchez Santiago, José Luis Puerto, Margarita Torres, Luis Algorri, Rogelio Blanco Martínez, Roberto González-Quevedo...
En Donde la vieja Castilla se acaba: Soria, Avelino Hernández anticipó la idea de la 'España vacía'.
El nombre y el logotipo de la editorial hacen referencia a un pájaro ibérico, el alcaudón real (Lanius excubitor).

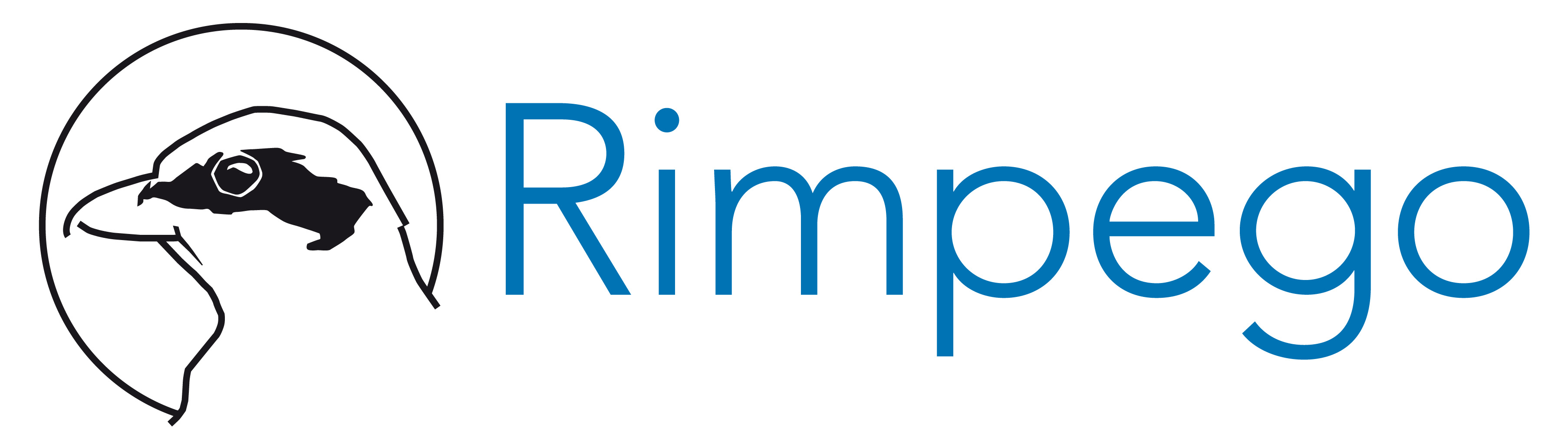
Logotipo de la editorial Rimpego.

## Enlaces de interés
Página oficial
- Datos: Q109424087